# Eliot Sumner
Eliot Sumner, de son vrai nom Eliot Pauline Sumner (née le 30 juillet 1990 à Pise, en Italie) est une chanteuse et actrice britannique. En 2010 sort son premier album, sous le nom de son groupe I Blame Coco.

## Biographie

### I Blame Coco
Eliot commence à jouer de la musique dès son plus jeune âge et à écrire des chansons à l'âge de 15 ans.
Certaines de ses chansons antérieures comprennent I Blame Coco, Look The Other Way, Bohemian Love, Darkstar, Never Be, Voice In My Head, Avion et No Smile (une chanson qui allait figurer sur son album, The Constant), dont beaucoup sont imprégnées d'une forte influence reggae et des éléments de pop punk.
À 17 ans, Eliot signe un contrat multi-disque avec Island Records. Eliot passe six mois à écrire et enregistrer son premier album The Constant en Suède : son premier single Caesar (en), avec Robyn, est publié en février 2010, suivi de Self Machine au mois de juin. Sumner a notamment travaillé avec Pete Doherty, Plan B, Sub Focus ou encore La Roux.

### Carrière d'actrice
Sumner apparait brièvement dans les films Me Without You (2001) et Stardust, le mystère de l'étoile (2007). Elle fait ses débuts d'actrice adulte dans The Gentlemen de Guy Ritchie en 2020. Sumner apparait dans le film de James Bond, Mourir peut attendre (No Time to Die) (2021). En décembre 2021, Sumner est choisie pour la série dramatique Ripley de Showtime dans un rôle récurrent.  En 2022, Eliot joue une randonneuse dans le thriller Infinite Storm (en).

## Vie privée
Elle est la fille de Sting et de Trudie Styler. Elle a pour sœur Mickey Sumner et son demi-frère est Joe Sumner. Eliot Sumner est ouvertement lesbienne et non-binaire, et elle utilise des pronoms neutres.

## Discographie

### Albums studio
- 2010 : The Constant
- 2016 : Information (sous le nom d'Eliot Sumner)
- 2019 : Nosferatu (sous le nom de VAAL)